# Tim Burroughs
Pour les articles homonymes, voir Burroughs.
Tim Burroughs, né le 14 octobre 1969, à Hopkins, en Caroline du Sud, est un ancien joueur américain de basket-ball. Il évolue au poste de pivot.

## Palmarès
- Champion de Turquie 1994